# Giacomo Bozzano
Giacomo „Mino” Bozzano (ur. 12 kwietnia 1933 w Sestri Levante, zm. 21 listopada 2008 tamże) – włoski bokser kategorii ciężkiej, medalista olimpijski z 1956.

## Kariera sportowa
Zdobył brązowy medal w wadze ciężkiej (ponad 81 kg) na letnich igrzyskach olimpijskich w 1956 w Melbourne, wygrywając dwie walki, zanim przegrał w półfinale przez nokaut z Lwem Muchinem z ZSRR (KO 3. runda).
Po igrzyskach przeszedł na zawodowstwo. Na 34 walki, które stoczył w latach 1957-1962, wygrał 31, ale wszystkie trzy porażki były przed czasem. Ze znanych bokserów pokonał jedynie Joeya Maxima, ale było to w 1958, kiedy Maxim był już daleki od czasów swojej świetności.